# Gesteht’s! die Dichter des Orients sind größer
Gesteht’s! die Dichter des Orients sind größer … (mit dem Nebentitel: Dichter des Orients) ist eine vom Haus der Kulturen der Welt (HKW) in Berlin herausgebende deutschsprachige Buchreihe mit deutschen Werkübersetzungen von Autoren des Orients. Sie erschien im Verlag Das Arabische Buch in Berlin im Jahr 1991, insgesamt erschienen vier Bände. Zugleich fand dazu eine Lesereihe im HKW statt. Die einzelnen Bände enthalten Porträts der Autoren. Den Verlagsangaben zufolge verfolgt die Reihe das Ziel, „dem deutschen Leser anhand von Beispielen die Lebendigkeit, den Reiz und die Spannweite der Literatur aus der islamischen Welt aufzuzeigen“. Konstanze Blanck-Lubarsch hatte seinerzeit die arabischen Literaturtage im Haus der Kulturen organisiert. Der Band zur Literatur aus dem turksprachigen Raum unter der Redaktion von Sigrid Kleinmichel beispielsweise erstreckt sich von der europäischen Türkei bis nach China hinein.

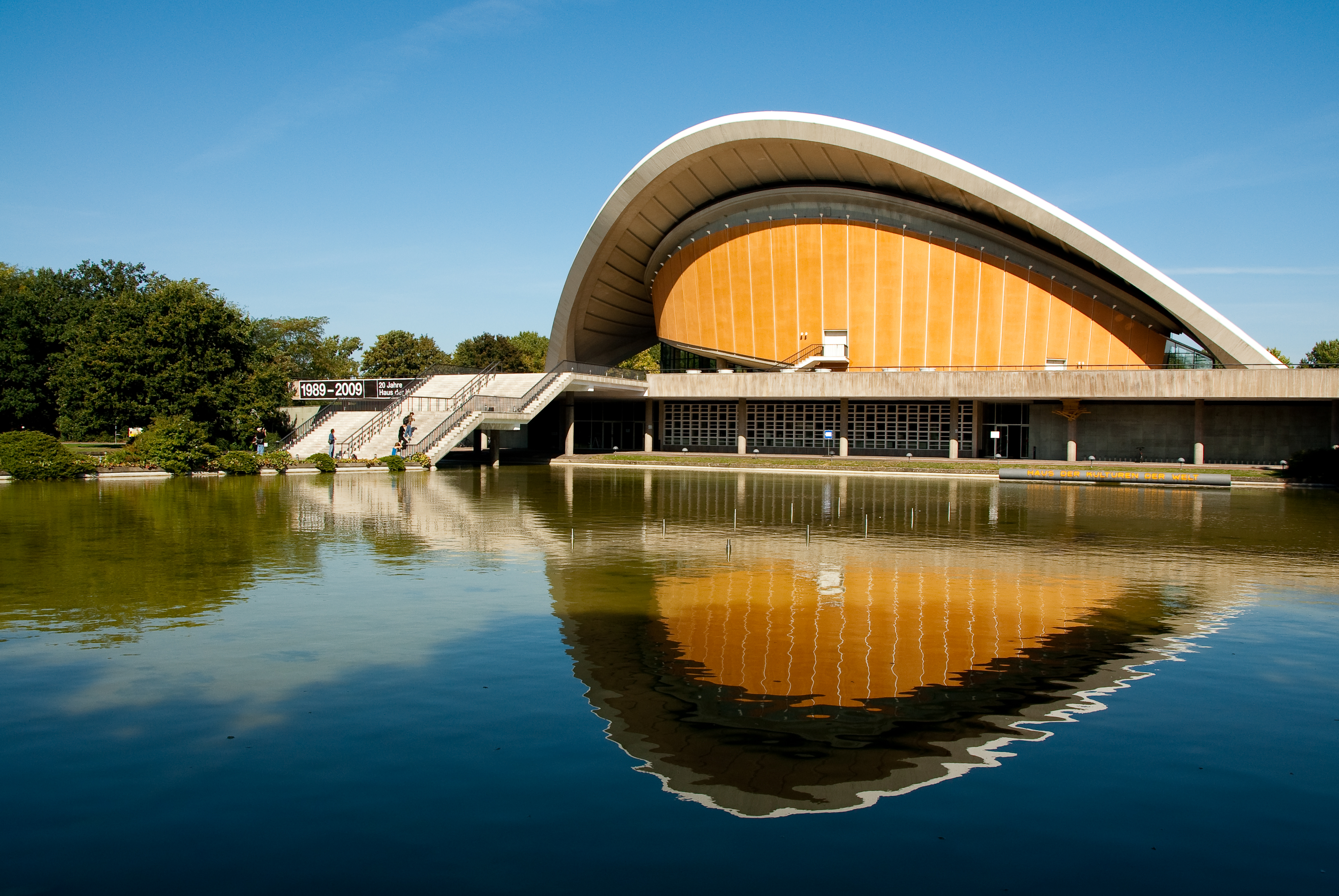
Haus der Kulturen der Welt in Berlin

## Übersicht
1. Persischsprachige Literatur. Kurt Scharf, Manfred Lorenz. ISBN 3-923446-75-6, ISBN 978-3-923446-75-9 (Mehdi Achwan Ssaless, Gulruchsor, Ahmad Karimi-Hakkak, Bozorg Alavi, Mahmud Doulatabadi, Huschang Golschiri, Dschamal Mirsadeghi)
2. Arabische Literatur. Adūnīs (Adonis). ISBN 3-923446-74-8, ISBN 978-3-923446-74-2 (Adonis, Assia Djebar, Gamal al-Ghitani, Abderahman Munif, Leila al-Othman, Alifa Rifa'at und Jussuf Idriss)
3. Literatur aus dem türkischen Sprachraum. Redaktion: Sigrid Kleinmichel[6] (Atadschan Tagan / Zordun Sabir, Elçin[7] (Eltschin), Waleh Risajew, Olshas Sülejmenow, Pınar Kür, Timur Pulatow, Nedim Gürsel). ISBN 3-923446-73-X, ISBN 978-3-923446-73-5 (Online-Teilansicht)
4. Auswahl zeitgenössischer Urdu-Lyrik und -Prosa. ISBN 3-923446-76-4, ISBN 978-3-923446-76-6. Redaktion: Christina Oesterheld[8] (Iftikhar Arif[9], Balraj Komal, Qurratulain Hyder, Intizar Husain, Jamiluddin Aali, Surendra Prakash, Enver Sajjad) (Online-Teilansicht)